# Unione Sportiva Pro Vercelli 1921-1922
Questa pagina raccoglie le informazioni riguardanti l'Unione Sportiva Pro Vercelli nelle competizioni ufficiali della stagione 1921-1922.

## Stagione
Nella stagione 1921-1922 la Pro Vercelli si laurea campione d'Italia per la settima volta nella sua storia.

## Divise
| Casa |

## Rosa
| N. |                   | Ruolo | Calciatore         |
| -- | ----------------- | ----- | ------------------ |
|    | Italia (bandiera) | A     | Mario Ardissone    |
|    | Italia (bandiera) | A     | Francesco Borello  |
|    | Italia (bandiera) | D     | Piero Bossola (IV) |
|    | Italia (bandiera) | C     | Ugo Ceria          |
|    | Italia (bandiera) | P     | Mario Curti        |
|    | Italia (bandiera) | A     | Angelo Florio      |
|    | Italia (bandiera) | A     | Gambero            |
|    | Italia (bandiera) | C     | Arturo Gay (II)    |
|    | Italia (bandiera) | A     | Gustavo Gay (I)    |

| N. |                   | Ruolo | Calciatore              |
| -- | ----------------- | ----- | ----------------------- |
|    | Italia (bandiera) | A     | Lavarino                |
|    | Italia (bandiera) | A     | Leone (II)              |
|    | Italia (bandiera) | C     | Remigio Milano (IV)     |
|    | Italia (bandiera) | C     | Giuseppe Parodi         |
|    | Italia (bandiera) | C     | Antonio Perino (I)      |
|    | Italia (bandiera) | A     | Alessandro Rampini (II) |
|    | Italia (bandiera) | A     | Pio Rampini (IV)        |
|    | Italia (bandiera) | C     | Rivera                  |
|    | Italia (bandiera) | D     | Virginio Rosetta        |

## Risultati

### Prima Divisione

#### Girone di andata
| Arbitro: | Dani (Genova) |

|          |           |               |
| Prosperi | Marcatori | Florio Gay II |

| Arbitro: | Massa (Torino) |

|                             |           |                        |
| Florio 30’, 65’ Borello 50’ | Marcatori | 20’, 40’ Chiecchi (II) |

| Arbitro: | Fries (Milano) |

|             |           |                                   |
| Gallotti 4’ | Marcatori | 1’ Gay II 9’ Florio 39’ Ardissone |

| Arbitro: | Mombelli (Casale Monf.) |

|                            |           |  |
| Borello 12’ Gay I 22’, 85’ | Marcatori |  |

| Arbitro: | Varetto (Torino) |

|                  |           |  |
| Santagostino 73’ | Marcatori |  |

| Arbitro: | Gera (Torino) |

|                                                                                    |           |  |
| Ardissone 2’, 5’, 8’ Borello 16’, 46’, 63’ Ceria 29’, 35’ Rampini II 60’ Gay I 75’ | Marcatori |  |

| Arbitro: | Sanguineti (Genova) |

|                  |           |                           |
| Innocenti II 61’ | Marcatori | 44’ Ardissone 80’ Borello |

| Arbitro: | Brunetti (Torino) |

|               |           |            |
| Ardissone 82’ | Marcatori | 70’ Sereno |

Il 27 novembre la 9ª giornata è stata rinviata su ricorso del Bologna per evitare la squalifica del proprio campo.
| Arbitro: | Venegoni (Legnano) |

|           |           |  |
| Gay I 87’ | Marcatori |  |

| Arbitro: | Sanguineti (Genova) |

|          |           |                    |
| Bosi 70’ | Marcatori | 1’ Gay I 47’ Ceria |

| Arbitro: | Crivelli (Milano) |

|                                  |           |              |
| Della Valle III 22’ Genovesi 40’ | Marcatori | 78’ Lavarino |

#### Girone di ritorno
| Arbitro: | Varetto (Torino) |

|                                           |           |  |
| Borello 65’ Ceria 72’ Gay I 73’, 74’, 81’ | Marcatori |  |

| Arbitro: | Rangone (Alessandria) |

|  |           |                  |
|  | Marcatori | 10’ (aut.) Motta |

Il 29 gennaio 1922, la 3ª giornata di ritorno (Pro Vercelli-Spezia) è stata rinviata per neve al 9 aprile 1922.
| Arbitro: | Fries (Milano) |

|                |           |  |
| Cornazzani 68’ | Marcatori |  |

Il 12 febbraio 1922, la 5ª giornata di ritorno (Pro Vercelli-Milan) è stata rinviata per neve al 30 aprile 1922.
| Arbitro: | Guiot (Milano) |

|          |           |           |
| Veronese | Marcatori | Ardissone |

| Arbitro: | Venegoni (Legnano) |

|                                                                |           |                     |
| Gay I 43’ Rampini II 50’ (rig.) Ardissone 56’, 68’ Borello 80’ | Marcatori | 55’ (rig.) Nigiotti |

| Arbitro: | Panzeri (Milano) |

|            |           |                                                                       |
| Giriodi 5’ | Marcatori | 53’ Parodi 60’, 73’ Gay I 65’ Rampini II 80’ Ceria 81’, 85’ Ardissone |

| Arbitro: | Dani (Genova) |

|                                          |           |  |
| Borello 7’ Rampini II 56’, 64’ Gay I 69’ | Marcatori |  |

| Arbitro: | Rangone (Alessandria) |

|  |           |           |
|  | Marcatori | 57’ Gay I |

| Arbitro: | Jaretti Sodano (Torino) |

|                                      |           |  |
| Gay I 22’, 32’ Rampini II 70’ (rig.) | Marcatori |  |

| Arbitro: | Dani (Genova) |

|             |           |  |
| Borello 20’ | Marcatori |  |

| Arbitro: | Vagge (Genova) |

|                                              |           |  |
| Rampini II 30’, 34’, ?’ Borello 50’ Lavarino | Marcatori |  |

### Finali Lega Nord
| Vercelli 7 maggio 1922 | Pro Vercelli       | 0 – 0 referto | Genoa | Campo piazza Conte di Torino\| Arbitro: \| Venegoni (Legnano) \| |
| Arbitro:               | Venegoni (Legnano) |               |       |                                                                  |

| Arbitro: | Brunetti (Torino) |

|                    |           |                          |
| Bossola 28’ (aut.) | Marcatori | 15’ Gay I 73’ Rampini II |

### Finalissima
| Roma 11 giugno 1922                                                    | Fortitudo | 0 – 3 referto                        | Pro Vercelli |  |
| \| \| \| \| \| \| Marcatori \| 35’ Rampini II s.t.’ Ceria 86’ Gay I \| |           |                                      |              |  |
|                                                                        |           |                                      |              |  |
|                                                                        | Marcatori | 35’ Rampini II s.t.’ Ceria 86’ Gay I |              |  |

| Arbitro: | Venegoni (Legnano) |

|                                                 |           |                                  |
| Gay I 9’ Ardissone 17’, 87’ Rampini II 76’, 85’ | Marcatori | 35’ Canestrelli 78’ Alessandrini |

## Statistiche

### Statistiche di squadra
| Competizione                           | Punti | In casa | In casa | In casa | In casa | In casa | In casa | In trasferta | In trasferta | In trasferta | In trasferta | In trasferta | In trasferta | Totale | Totale | Totale | Totale | Totale | Totale | DR  |
| Competizione                           | Punti | G       | V       | N       | P       | Gf      | Gs      | G            | V            | N            | P            | Gf           | Gs           | G      | V      | N      | P      | Gf     | Gs     | DR  |
| -------------------------------------- | ----- | ------- | ------- | ------- | ------- | ------- | ------- | ------------ | ------------ | ------------ | ------------ | ------------ | ------------ | ------ | ------ | ------ | ------ | ------ | ------ | --- |
| Prima Divisione (girone A - Lega Nord) | 36    | 11      | .       | .       | .       | ..      | .       | 11           | .            | .            | .            | ..           | ..           | 22     | 17     | 2      | 3      | 61     | 14     | +47 |
| Finali nord                            | 4     | 1       | 0       | 1       | 0       | 0       | 0       | 1            | 1            | 0            | 0            | 2            | 1            | 2      | 2      | 0      | 0      | 2      | 1      | +1  |
| Finalissima                            | 4     | 1       | 1       | 0       | 0       | 5       | 2       | 1            | 1            | 0            | 0            | 3            | 0            | 2      | 2      | 0      | 0      | 8      | 2      | +6  |
| Totale                                 | 44    | 13      | .       | .       | .       | ..      | ..      | 13           | ..           | .            | .            | ..           | ..           | 26     | 21     | 2      | 3      | 71     | 17     | +54 |

### Statistiche dei giocatori
| Giocatore       | 1ª Divisione | 1ª Divisione | Finali nord | Finali nord | FInalissima | FInalissima | Totale   | Totale |
| Giocatore       | Presenze     | Reti         | Presenze    | Reti        | Presenze    | Reti        | Presenze | Reti   |
| --------------- | ------------ | ------------ | ----------- | ----------- | ----------- | ----------- | -------- | ------ |
| M. Ardissone    | 0            | 0            | 0           | 0           | 0           | 0           | 0        | 0      |
| F. Borello      | 0            | 0            | 0           | 0           | 0           | 0           | 0        | 0      |
| P. Bossola (IV) | 0            | 0            | 0           | 0           | 0           | 0           | 0        | 0      |
| . .             | 0            | 0            | 0           | 0           | 0           | 0           | 0        | 0      |
| . .             | 0            | 0            | 0           | 0           | 0           | 0           | 0        | 0      |